# Вот такие соседи
«Вот такие соседи» (англ. There Goes The Neighborhood) — кинофильм.

## Сюжет
Психоаналитика Виллиса Эмбри (Джефф Дэниэлс) направляют в тюрьму Нью-Джерси поработать с заключёнными. День вообще для него начался неудачно — его квартиру вскрыли, а его подруга ушла, оставив только сообщение на автоответчике. Групповые занятия с заключёнными тоже проходят далеко не гладко, особенно большие проблемы у двух сокамерников: Лайла (Чезз Палминтери) и «Красавчика» Гарри (Джонатан Бэнкс).
Но вдруг удача повернулась к Виллису лицом. Старый зек (Вильям Морган Шеппард), умирающий от рака, разоткровенничался о припрятанных деньгах мафии — 8 500 000 $. Старик попросил Виллиса найти эти деньги, отдать половину его подруге, а вторую психолог может забрать себе. Увы, и тут Виллису не повезло: номер дома, в котором спрятан клад, он записал неверно, а весь их разговор подслушал находящийся в соседней камере Лайл…

## В ролях
| Актёр           | Роль              |
| --------------- | ----------------- |
| Джефф Дэниэлс   | Виллис Эмбри      |
| Кэтрин О'Хара   | Джесси Лодж       |
| Гектор Элизондо | Норман Ратледж    |
| Реа Перлман     | Лидия Нанн        |
| Джудит Айви     | Пиди Ратледж      |
| Харрис Юлин     | Мэрвин Бойд       |
| Джонатан Бэнкс  | «Красавчик» Гарри |
| Дэбни Коулмен   | Джеффри Бэбитт    |
| Чазз Палминтери | Лайл Коррент      |